# Bernard Natan
Bernard Natan (n. Natan Tannenzaft; n. 19 iulie 1886, Iași, România – d. octombrie 1942, Lagărul de exterminare Auschwitz-Birkenau, Germania Nazistă) a fost un regizor și actor de film evreu franco-român, activ în perioada interbelică. Acesta este unul dintre pionierii filmului pornografic. Fratele său, Émile, a fost un producător de film.